# Provincia de Cotabambas
La provincia de Cotabambas es una de las siete que conforman el departamento de Apurímac en el sur del Perú. 
Tenía en 2017 una población de 50 656 habitantes. Su ciudad capital, Tambobamba, se ubica sobre los 3250 m s. n. m., en medio de una orografía accidentada.
Limita por el norte, por el este y al sur con el departamento del Cusco, y al oeste con las provincias de Abancay, Grau y Antabamba.

## Etimología
El topónimo proviene de las palabras del quechua kuta, 'molido', y pampa, 'llanura'.[cita requerida]

## Historia
La cultura chanca se desarrolló en este territorio. Durante la conquista, perteneció a la provincia de Antabamba. La explotación minera dio origen a la creación de pueblo de Haquira. Durante la colonia, entre los años 1689, la intendencia del Cusco estaba formado por la provincia de Cotabambas. Además, se formó los hacendados formados alrededor de trescientos colonos entre ellos Cotabambas.

Mapa de Cusco en 1865

Cotabambas fue creado en el gobierno de Simón Bolívar, el 21 de junio de 1825, como parte integrante del departamento de Cuzco siendo la capital Cotabambas entre 1825-1857. Junto con la provincia de Cotabambas, también se crearon cuatro distritos: Cotabambas, Chuquibamba, Cotaneras, Yanaguaras.
El 2 de enero de 1852, por decreto ley, Chuquibamba es elevado a la categoría de villa, denominándolo como Chuquibambilla.
En 1919, bajo la Ley n.º 4008, cambia de nombre a Grau siendo capital Chuquibambilla.
En el 1857, recién se crean oficialmente los siete distritos, entre ellos el distrito de Tambobamba, Haquira y Mara. El 19 de noviembre de 1942, se crea el distrito de Coyllurqui.
En 1960, por Ley 13407, del 10 de marzo, se aprueba crear la provincia de Cotabambas con su capital Tambobamba. La provincia fue creada el 30 de agosto. El 18 de noviembre de 1994, se crea el distrito de Chalhuahuacho.

## Geografía
La provincia de Cotabambas posee una extensión territorial de 2612.73 km². La provincia se caracteriza por su difícil accesibilidad.

### Recursos hídricos
Cotabambas cuenta con veintinueve lagunas, veintiséis ríos y cuarenta y un riachuelos.

### Pisos geográficos y Zonas de vidas
La provincia de Cotabambas se ubica en los pisos ecológicos entre la Zona Alto Andina (4000 a 5000 m. s.n. m.), en menor mediada en la Zona Meso Andina (2000 y 4000 m. s. n. m.) y la Zona Inferior Andina (entre 1000 y 2000 m. s. n. m.) y de zonas de vida Quechua y Yunga.

## División política

La provincia tiene una extensión de 2612,73 km² y se divide en 6 distritos:
| Distritos de la provincia de Cotabambas | Distritos de la provincia de Cotabambas | Distritos de la provincia de Cotabambas | Distritos de la provincia de Cotabambas | Distritos de la provincia de Cotabambas | Distritos de la provincia de Cotabambas | Distritos de la provincia de Cotabambas |
| Ubigeo                                  | Distrito                                | Capital                                 | Superficie km²                          | Población 2015                          | Altitud media m s. n. m.                |                                         |
| --------------------------------------- | --------------------------------------- | --------------------------------------- | --------------------------------------- | --------------------------------------- | --------------------------------------- | --------------------------------------- |
| 030501                                  | Tambobamba                              | Tambobamba                              | 722,23                                  | 11582                                   | 3251                                    |                                         |
| 030502                                  | Cotabambas                              | Cotabambas                              | 331,96                                  | 4237                                    | 3434                                    |                                         |
| 030503                                  | Coyllurqui                              | Coyllurqui                              | 418,95                                  | 8542                                    | 3161                                    |                                         |
| 030504                                  | Haquira                                 | Haquira                                 | 475,46                                  | 11802                                   | 3678                                    |                                         |
| 030505                                  | Mara                                    | Mara                                    | 224,17                                  | 6695                                    | 3762                                    |                                         |
| 030506                                  | Chalhuahuacho                           | Chalhuahuacho                           | 439,96                                  | 9908                                    | 3695                                    |                                         |

## Demografía
La provincia tiene una población de 51 440 habitantes de población en el 2000 representado el 11.48 % del departamento de Apurímac. Se caracteriza por ser predominantemente rural y centros poblados de escasa población. Entre 1981 y 1993, registró un incremento de la población de 0.21; y entre 1993 y 2000, de 2.36 %, según datos del INEI.
Cuenta con veinte comunidades campesinas.
Los índices sociales de pobreza monetaria son del 88.2 % y extrema del 70.1 %, considerados en extrema pobreza, siendo la provincia más pobre del departamento de Apurímac.

## Educación
La provincia de Cotabambas registra una población analfabeta de 80
.9 % en 1993, siendo la mayor porcentaje en el departamento de Apurímac. Además, la asistencia a primaria es de 7519 alumnos y secundaria es de 1282 en el año 1993. El logro educativo fue de 6.7 % en comprensión lectora y 5.5 % en matemática.

## Salud
Cuenta con un establecimiento de salud catalogada de II – 2 de Atención General que está ubicado en la ciudad capital, el Hospital de Tambobamba. La provincia cuenta con 6.8 médicos por cada 1000 habitantes y presenta una tasa de desnutrición crónica de 50.2 %.

## Vivienda y transporte
Según el Informe sobre desarrollo humano Perú 2009, del PNUD, el 69.2 % de las viviendas no cuenta con energía eléctrica. Los medios de conexión de la provincia se caracterizan por una deficiente articulación física.

## Economía
Las actividades económicas más importantes de provincia de Cotabambas son la agricultura, la pesca; la venta de truchas (la cual es una de la más exportadas del Perú), la pecuaria, la minería, el turismo.

### Agricultura
Tiene una superficie agrícola total de 108 217,89 de cual se utiliza 13 599.06.

### Pesca
Tiene los siguientes peces: trucha, carpa y el pejerrey.

### Minería
Entre los recursos mineros que presenta son plata, plomo, zinc, molibdeno y cobre. En 2012, un exploración estimó una reserva de cobre de quinientos veinte millones. Actualmente se desarrolla el proyecto minero Las Bambas la cual contendría 6,9 millones de toneladas de cobre.

### Forestación
Tiene una superficie de bosque de 4934 ha.

## Autoridades

### Regionales
- Consejero regional
  - 2019-2022:[7] Faustino Ccoscco García (Alianza para el Progreso)

### Municipales
- 2019-2022[7]
  - Alcalde: Rildo Guillén Collado, del Partido Democrático Somos Perú.
  - Regidores:

  1. Gaspar Vargas Condori (Partido Democrático Somos Perú)
  2. Timoteo Bárcena Álvarez (Partido Democrático Somos Perú)
  3. Ciriano Ccahuana Ledo (Partido Democrático Somos Perú)
  4. Juan Carlos Meza Jara (Partido Democrático Somos Perú)
  5. Isaías Rivero Zavala (Partido Democrático Somos Perú)
  6. Rosilda Vivanco Huamaní (Partido Democrático Somos Perú)
  7. Isauro Mansilla Ortega (Perú Libertario)
  8. Macario Panique Criollo (Alianza para el Progreso)
  9. Fernando Amaro Escudero (Frente Popular Agrícola Fía del Perú, Frepap)

### Policiales
Cuenta con las comisarías de Tambobamba, Haquira, Challhauhuhacho Cotabambas, Coyllurqui y Mara.

### Judicial
- Juez del Juzgado Mixto de la provincia: Dr. Guido Castro Tamayo
- Juzgado Letrado: Dr. Ángel Mujica Quispe

### Educativos
- Director de la UGEL Cotabambas: Mg. Jorge Palomino Orosco

## Turismo
Distrito Tambobamba

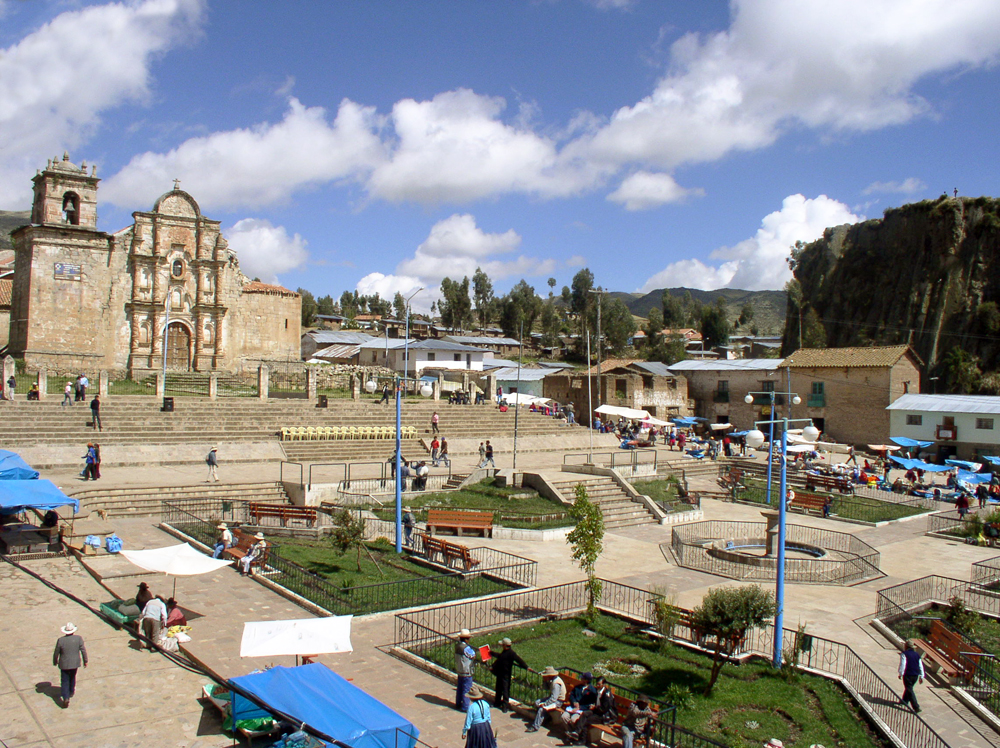
Plaza de Haquira

- Templo colonial de Palcaro-Palcaro
- Templo de Tambobamba[8]

Distrito Challhuahuacho
- Complejo Arqueológico de Markansaya[9]

Distrito Cotabambas
- Templo San Agustín de Cotabambas[10]
- Maucallacta (muros de piedra labrada)-Inca Percca

Distrito Haquira
- Ccaccacarcel (cárcel de piedra)-Haquira:[11] Fue una cárcel de piedra que data del siglo XVII. Posee cuatro celdas. Fue reconocida monumento histórico artístico.
- Marcansaya (centros poblados pre incas)-Marcansaya[12]
- Yoña muro (ruinas tipo población) Comunidad-Meyara
- Templo de San Pedro de Haquira[13]
- Templo San Juan de Llaqwa:[14] Construido en 1678 por el obispo Manuel de Mollinedo y Angulo. Está edificada de cal y sillar con un estilo barroco. Fue reconocido monumento histórico religioso el 26 de diciembre de 1940 bajo la Ley 2237.

Distrito Mara
- Templo Colonial de Mara-Mara
- Plaza pata (plaza de toros)-Mara

## Festividades
- Febrero: Carnavales. (Tambobamba)

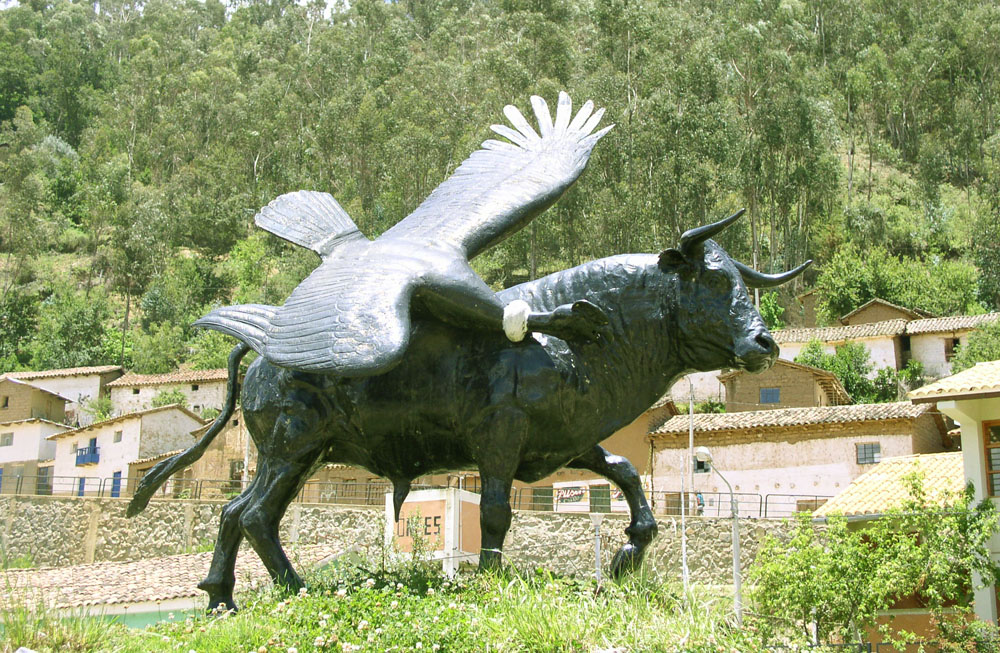
Situada en Cotabambas, esta escultura representa el yawar fiesta

- 15 de agosto: Fiesta Patronal de la Virgen Asunta (Tambobamba)
- 30 de agosto: Aniversario Provincial Tambobamba
- 24 de junio: San Juan (Cotabambas)
- 28 de julio: Fiestas Patrias (Cotabambas, Tambobamba, Mara, Coylluqui): Fecha en la que se realizan corridas de toros.[15]
- 3 de noviembre: San Martín (Cotabambas)
- 7 de diciembre: Virgen del Rosario (Haquira y Mara)
- 8 de diciembre: Virgen Concepción (Cotabambas)